# Theobroma grandiflorum

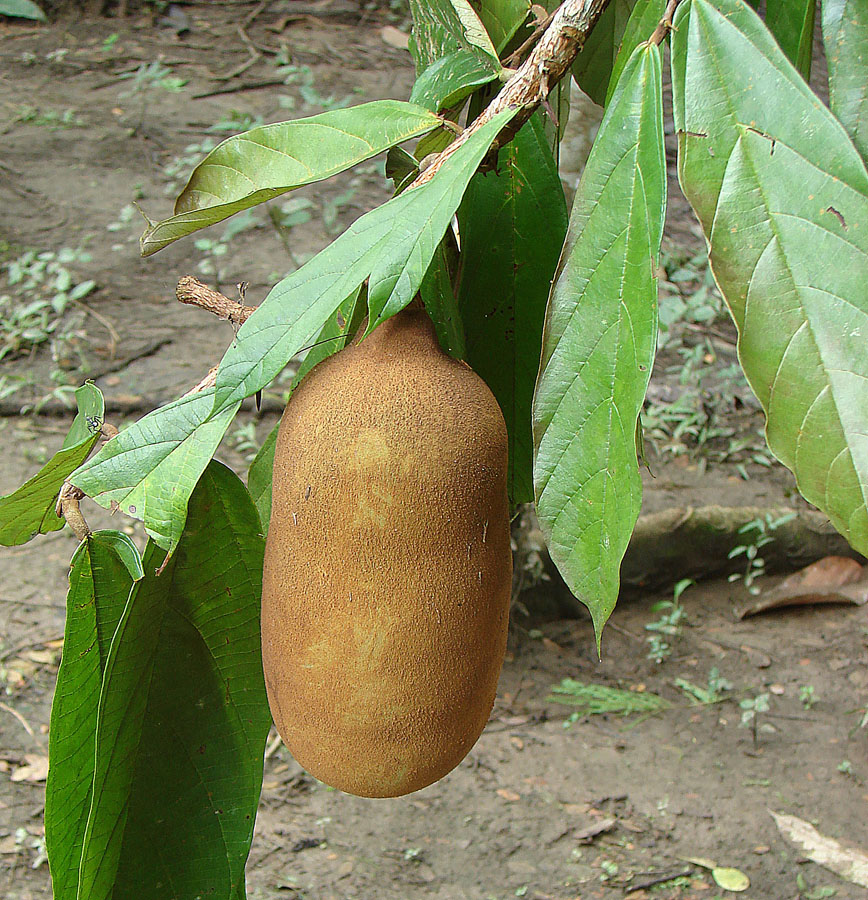
Fruto

Theobroma grandiflorum, de nombre común copoazú, copoasu, cupuazú, cupuassu, cupu assu o cacao blanco, es originario de toda la Amazonia oriental y centro de Sudamérica principalmente en Perú y Bolivia, en la región norte de Brasil, sur de Colombia y al sur de Venezuela, su hábitat natural es el bosque tropical húmedo en terrenos altos no inundables, pH entre 6,0 y 6,5 y una temperatura entre 22 y 27 °C. En Bolivia su utilización es industrial ya que de él se fabrican pulpa, chocolate blanco, manteca, licor y otros productos de exportación. 

## Descripción
Alcanza los 14-18 m de altura, y 5-9 m de diámetro; hojas simples, oblongas, coriáceas, de 22-38 cm × 6-13 cm . Inflorescencias en cimas, pequeñas, en ramas horizontales (plagiotropismo), con 3-5 (7) flores: cada flor 5-sépalos parcialmente soldados, corola 5-pétalos, 5-estambres, ovario pentagonado, 5 lóculos. Fruto baya drupácea, oblongo, 12-16 cm × 9-12 cm, y 0,5-2 kg (4,5 kg; epicarpio rígido, leñoso, y epidermis verdosa, con capa pulverulenta beige. 20-50 semillas, envueltas en pulpa mucilaginosa, blanca amarillenta, ácida, buen aroma.
Un árbol de 5 años produce 30 frutos, y un árbol maduro (>8 años) unos 70. Hay plantas con frutos sin semillas, llamadas de copoazú-mamaú, pero comercialmente despreciables: ácidos, y productividad baja. 
Al igual que el cacao necesita sombra para crecer, así que es innecesario deforestar para sembrarlo. 
El copoazú, a diferencia del cacao, presenta más pulpa que semilla, en una relación de 2 a 1, así que se puede aprovechar la pulpa, cosa que no es posible con el cacao. 
La pulpa del copoazú es de color blanco, con altos contenidos de fósforo, pectina y contenidos medios de calcio y vitamina C. Se utiliza en la elaboración de jugos, pasteles, néctares, mermeladas, compotas, gelatinas y dulces. Del fruto también se aprovecha su semilla, que contiene porcentajes altos de proteína y grasa, para la preparación de cupulate, un producto con características similares al chocolate.
Sus semillas son utilizadas por las industrias de productos cosméticos para hacer cremas de piel.

## Taxonomía
Theobroma grandiflorum fue descrita por  (Willd. ex Spreng.) K.Schum. y publicado en Flora Brasiliensis 12(3): 76, t. 17. 1886.
Etimología
Theobroma: nombre genérico que deriva de las palabras griegas:  θεός teos = "dios" + βρώμα broma = "alimento" que significa "alimento de los dioses".
grandiflorum: epíteto latíno que significa "con grandes flores".
Sinonimia
- Bubroma grandiflorum Willd. ex Spreng.
- Guazuma grandiflora (Willd. ex Spreng.) G.Don
- Theobroma macrantha Bernoulli[5]

## Usos

### Gastronomía
La pulpa del fruto se utiliza para hacer jugos y helados.
Las semillas son comestibles. Menos frecuente, sus semillas pueden utilizarse para hacer chocolate (cupulate) pero su punto de fusión es más bajo que las semillas del Theobroma cacao.

### Aceite y manteca de copoazú

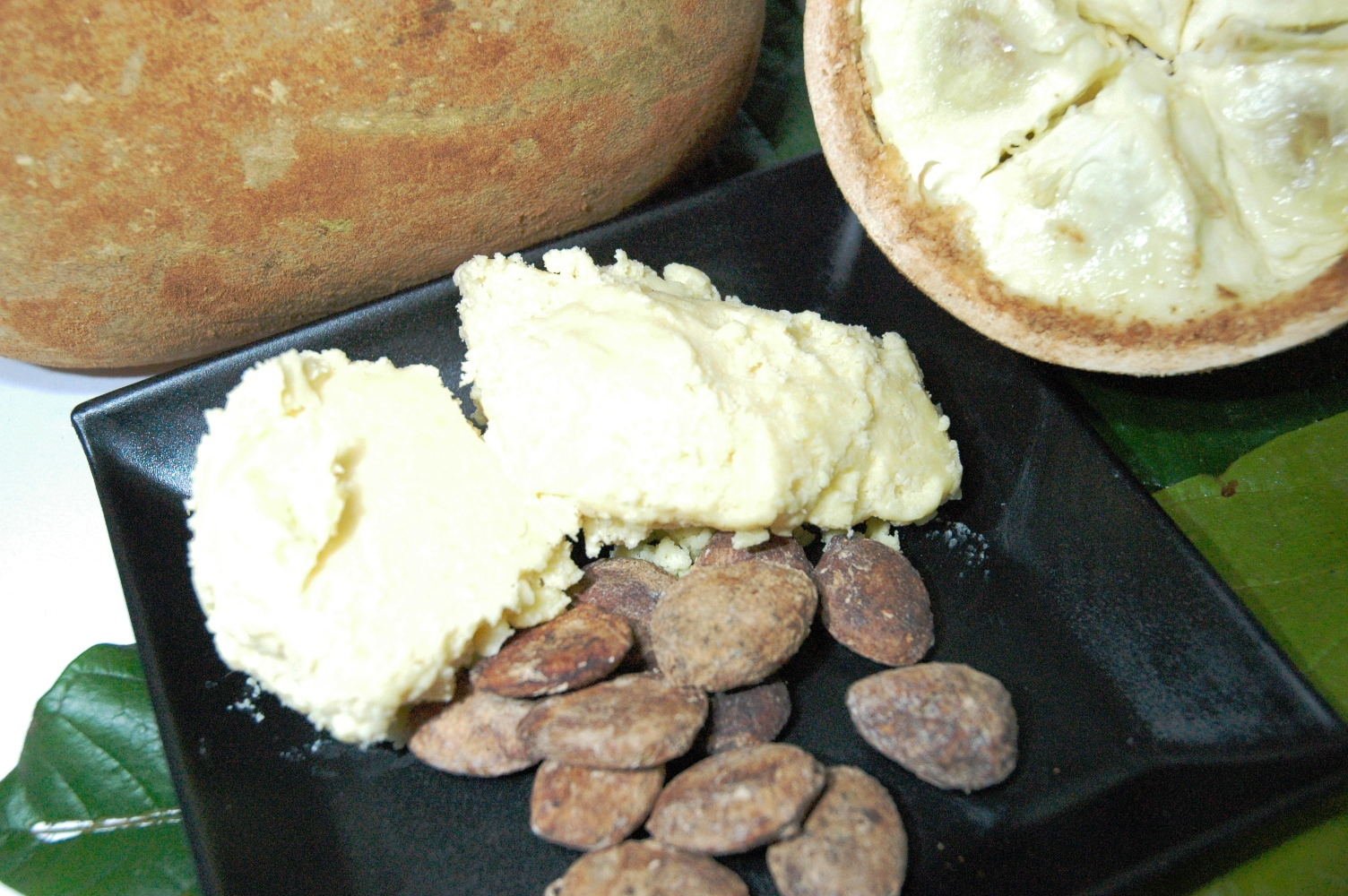
Mantequilla de copoazú

La manteca de cupuaçu es un triglicérido que tiene una composición equilibrada de ácidos grasos saturados e insaturados, lo que da al producto un bajo punto de fusión (aproximadamente 30 °C) y la apariencia de un sólido blando que se derrite rápidamente al contacto con la piel. Se utiliza bastante en la producción de cosméticos. También es un emoliente que da un toque agradable, suavidad y tersura a la piel, lo que permite la recuperación de la humedad natural y la elasticidad, especialmente en pieles secas y maltratadas. Contiene fitoesteroles (especialmente beta-sitosterol) que funcionan a nivel celular mediante la regulación del equilibrio y la actividad de la capa superficial de los lípidos de la piel. Los fitosteroles se han utilizado tópicamente en el tratamiento de dermatitis y para estimular el proceso de curación.
Además de alimento y cosmético, nuevos estudios han mostrado otras características de su composición química. En la industria oleoquímica esta manteca se está utilizando para la producción de lubricantes sintéticos. Se estudia en el desarrollo de una silicona y suavizantes biodegradables para la ropa.
| Composición de ácidos grasos de la manteca de cupuaçu | Composición de ácidos grasos de la manteca de cupuaçu |
| ----------------------------------------------------- | ----------------------------------------------------- |
| Ácido mirístico                                       | 0,23%                                                 |
| Palmítico                                             | 11,22%                                                |
| Palmitoleico                                          | 0,32%                                                 |
| Esteárico                                             | 38.15%                                                |
| Oleico                                                | 37.83%                                                |
| Linoleico                                             | 2,44%                                                 |
| Linolénico                                            | 0,19%                                                 |
| Araquidónico                                          | 7,44%                                                 |
| behénico                                              | 0,74%                                                 |

## Cultivo
La planta del copoazú puede ser planta consorciada con plátano y papaya.